# Mohammed Fahmi
Mohammed Fahmi (arabisch محمد فهمي, DMG Muḥammad Fahmī; * um 1950) ist ein libanesischer ehemaliger Generalmajor und Politiker. Von Januar 2020 bis September 2021 war er Innenminister im Kabinett Diab.

## Leben und Wirken
Fahmi wurde als Sohn einer schiitischen libanesischen Mutter aus der einflussreichen Familie Zein und eines ägyptischen Vaters geboren, wurde libanesisch eingebürgert und trat 1978 in die libanesische Armee ein. Er stand dem damaligen Chef des libanesischen Armeegenerales Émile Lahoud (1989–1998) und Jamil Al nahe Sayyed nahe, der zu dieser Zeit der zweite Befehlshaber des Geheimdienstes der Armee war. Letzterer spielte eine wichtige Rolle bei seiner Ernennung zum Innenminister im Januar 2020. Fahmi gilt allgemein als mutiger Militär und als Unterstützer der staatlichen Institutionen. Er hatte verschiedene Ämter in der libanesischen Armee inne: den Leiter der Einheit zur Entfernung von Bombenkommandos, den Oberbefehlshaber der Militärregion des Libanon und die Sicherheitsabteilung des Militärgeheimdienstes. Fahmi studierte an der James Madison University in den USA. Er unterhält gute Beziehungen zur syrischen Regierung und zur Hisbollah, obwohl er kein Mitglied dieser Partei ist.
Fahmi ist ein pensionierter Militar; er war zuletzt Generalmajor der libanesischen Streitkräfte unter Präsident Émile Lahoud, der 1998 bis 2007 im Amt war. Als Mitglied der Bevölkerungsgruppe der Sunniten, benannt von Hassan Diab, ist er seit dem 21. Januar 2020 Innenminister des Libanon.
An seiner Ernennung gab es Kritik; es gab Behauptungen, dass der Sicherheitsberater des syrischen Regimechefs Baschar al-Assad darauf gedrängt habe, Fahmi in diese Position zu bringen, doch er wurde offiziell von Diab ernannt, um damit Vorbehalte des Westens auszuräumen. Er wurde auch in der Vergangenheit auch für seine Rolle in der Blom Bank als Sicherheitsberater des Verwaltungsrates kritisiert.
Innenminister Mohammed Fahmi gab zwei Tage nach der Explosionskatastrophe im Hafen von Beirut  am 4. August 2020 bekannt, er plane, von seinem Posten zurückzutreten, falls die Namen der Verantwortlichen für die Mega-Hafenexplosion in Beirut am Ende der fünftägigen Ermittlungsfrist nicht bekannt gegeben würden, berichtete die Tageszeitung al-Joumhouria. Zuvor waren bereits die libanesische Botschafterin in Jordanien, Tracy Chamoun, und der Abgeordnete Marwan Hamadeh zurückgetreten.